# Louise Poitevin
Louise Poitevin, född 1820, död 1908, var en fransk ballongflygare. Hon uppträdde offentligt, tillsammans med sin make. Uppträdandena skedde mot betalning, och tog rum i Frankrike såväl som i andra länder, från 1847 fram till 1894. Hon var den första som tog med sig en häst i en ballong. Hon blev 1857 den andra kvinnan som flugit luftballong i Portugal.